# Johanna av Flandern
Johanna av Flandern, född 1295, död i september 1374, även känd som grevinnan Jeanne, Jehanne de Montfort och Jeanne la Flamme, var en hertiginna av Bretagne genom sitt äktenskap med hertig Johan IV. Hon var dotter till Flanderns tronföljare greve Ludvig I av Nevers och vasallgrevinnan Johanna I av Rethel. Hon är berömd för sin roll i det bretonska tronföljdskriget, där hon var ledare för en av de två fraktionerna 1341–1343 och 1345–1347.    

## Biografi
Johanna gifte sig med Johan av Montfort, halvbror till hertig Johan III av Bretagne, i mars 1329. År 1341 avled Johan III, och hans brorsdotter Johanna av Penthièvre och dennas make Karl av Blois efterträdde honom på tronen i Bretagne. Hennes make hävdade sin egen rätt till Bretagnes tron, kallade sig Johan IV och reste till Paris under fri lejd för att tala inför kungen av Frankrike. Kungen var dock en släkting till Karl av Blois och lät fängsla Johan. 
Johanna av Flandern utropade då sin son Johan till Bretagnes tronarvinge och tog ledarskapet för makens sida i det följande bretonska inbördeskriget. Hon samlade en armé och erövrade Redon, befäste sig i Hennebont och bad framgångsrikt om stöd från Edvard III av England, som gärna vilje ha Bretagne som allierad i sitt eget anspråk på den franska tronen. När Hennebont belägrades av Karl av Blois 1342 klädde hon sig i rustning och uppmanade stadens kvinnor att "klippa av sig kjolarna och ta sin personliga säkerhet i sina egna händer", varefter hon attackerade fiendelägret i spetsen för trehundra riddare och brände dess tält och proviantlager. Efter detta blev hon känd som Jeanne la Flamme (Flammande Johanna). Hon höll staden tills de engelska förstärkningarna nådde fram, och fick maken frigiven genom fördraget i Malestroit 1343. 
När maken avled mitt under kriget 1345 utropade hon sin son till Johan V av Bretagne och återupptog ledarskapet för huset Montfort. År 1347 lyckades hennes engelska allierade tillfångata Karl av Blois. Hon tvingades dock att retirera till England, där hon insjuknade i psykisk sjukdom. 
Hon tillbringade resten av livet inspärrad på slottet Tickhill Castle i Yorkshire i England.  

## Eftermäle
Johanna av Flandern blev berömd i bretonska folksägner för sina bedrifter, och föremål för en ballad i Barzaz Breiz.